# Cory Brown
Cory Brown (Nelson, 3 de abril de 1996) es un futbolista neozelandés que juega como defensor.

## Carrera
Hizo su debut en 2013 jugando para el Wanderers, un equipo conformado de jugadores sub-20 elegibles para la Copa Mundial de 2015 que competía en la liga neozelandesa.
En 2014 se incorporó a los Xavier Musketeers, el equipo deportivo de la Universidad Xavier de Cincinnati, Estados Unidos. Aunque en 2015 regresó durante un corto tiempo al Wanderers, permaneció en el equipo universitario estadounidense hasta 2017. En 2018 fue seleccionado en la tercera ronda del SuperDraft de la MLS por el Vancouver Whitecaps, aunque terminaría firmando con el Fresno, de la United Soccer League.

### Clubes[1]
| Club              | País           | Año         |
| ----------------- | -------------- | ----------- |
| Wanderers         | Nueva Zelanda  | 2013 - 2014 |
| Xavier Musketeers | Estados Unidos | 2014        |
| Wanderers         | Nueva Zelanda  | 2015        |
| Xavier Musketeers | Estados Unidos | 2015 - 2017 |
| Fresno            | Estados Unidos | 2018        |
| Tasman United     | Nueva Zelanda  | 2019 - 2020 |

### Selección nacional
Con la selección neozelandesa sub-17 se consagró campeón del Campeonato de la OFC 2013 y disputó los tres encuentros en la Copa Mundial de ese mismo año. Con el combinado sub-20 hizo su debut en un amistoso ante Fiyi en 2014 y fue convocado para el Mundial de 2015, donde solo llegó a disputar el partido ante Portugal en los octavos de final.